# Belodontichthys dinema
Belodontichthys dinema es una especie de peces de la familia Siluridae en el orden de los Siluriformes.

## Morfología
Los machos pueden llegar alcanzar los 100 cm de longitud total.

## Hábitat
Es un pez de agua dulce y de clima tropical.

## Distribución geográfica
Se encuentran en Asia: Península de Malaca, Sumatra y Borneo.